# Brachycrotaphus rammei
Brachycrotaphus rammei är en insektsart som beskrevs av Boris Petrovich Uvarov 1932. Brachycrotaphus rammei ingår i släktet Brachycrotaphus och familjen gräshoppor. Inga underarter finns listade i Catalogue of Life.